# Melicertus canaliculatus
Melicertus canaliculatus är en kräftdjursart som först beskrevs av OLIVIER 1811.  Melicertus canaliculatus ingår i släktet Melicertus och familjen Penaeidae. Inga underarter finns listade i Catalogue of Life.